# Catarhoe fumosaria
Catarhoe fumosaria là một loài bướm đêm trong họ Geometridae.